# Magical Negro
A Magical Negro – magyarul bűvös, varázslatos néger – egy amerikai filmes klisé. Olyan mellék- vagy típuskaraktert (stock character) játszó fekete bőrű szereplő a filmben, aki valamilyen tényleges vagy átvitt értelemben vett különleges képességgel bír, és fő szerepe az, hogy ezzel önzetlenül támogassa vagy szolgálja a fehérbőrű főszereplőt.

## Története és meghatározása
A Magical Negro klisé némi hasonlóságot mutat a „nemes vadember” xenocentrikus ideával – a színesbőrű szereplőt pozitív személyként ábrázolják, és gyakran idealizált karakter –, azonban alárendeltsége miatt negatív rasszista alapú filmes sztereotípiának tekinthető.
A klisé gyökerei már az 1936-ban kiadott Elfújta a szél regényben megjelentek, és több példa van rá az 1940-es évek háborús filmjeiben, ahol fekete bőrű mellékszereplők feláldozzák magukat fehér társaikért. Más elemzők szerint a legelső és legjellegzetesebb példa az 1958-as A megbilincseltek. A mai értelemben vett Magical Negro klisé az 1990-es években jelent meg a filmekben. Jellemző, hogy ezen karakterek kidolgozottsága gyakran felületes és sztereotip.
A fogalom elterjedése nagyban köszönhető Spike Lee afroamerikai filmkészítőnek, aki 2001-es egyetemi előadássorozatában sokat élcelődött a „super-duper magical Negro” filmes sztereotípia jelenségen.

## Filmes példák
| Film címe                        | „Magical Negro”                                         | Fehér főszereplő                             |
| -------------------------------- | ------------------------------------------------------- | -------------------------------------------- |
| Ghost                            | Oda Mae Brown (Whoopi Goldberg)                         | Sam Wheat (Patrick Swayze)                   |
| Robin Hood, a tolvajok fejedelme | Azeem (Morgan Freeman)                                  | Robin of Locksley/Robin Hood (Kevin Costner) |
| Halálsoron                       | John Coffey (Michael Clarke Duncan)                     | Paul Edgecomb (Tom Hanks)                    |
| Matrix                           | Morpheus (Laurence Fishburne), Orákulum (Gloria Foster) | Neo (Keanu Reeves)                           |
| Bagger Vance legendája           | Bagger Vance (Will Smith)                               | Rannulph Junuh (Matt Damon)                  |

## Egyéb példák
Az önzetlenül a főhőst segítő, kisebbséget képviselő mellékszereplő nincs a fekete bőrűekre korlátozva. Népszerű még az ázsiai sztereotípiára épülő harcművész, esetleg indián, fogyatékossággal élő, vagy LMBT „bűvös” mellékkarakter. Anime filmeknél időnként használt történeti elem a magical girlfriend; ez egyes nyugati filmekben is megjelenik, mint például a Jeannie, a háziszellem sorozatban.
| Film címe                     | „Bűvös barát”                  | Fehér főszereplő                       |
| ----------------------------- | ------------------------------ | -------------------------------------- |
| Karate kölyök (1984)          | Mr. Kesuke Miyagi (Pat Morita) | Daniel Larusso (Ralph Macchio)         |
| Kill Bill                     | Pai Mei (Gordon Liu)           | menyasszony (Uma Thurman)              |
| Jeannie, a háziszellem (1965) | Jeannie (Barbara Eden)         | Anthony Nelson kapitány (Larry Hagman) |